# 食芹岩雅羅魚
食芹岩雅羅魚（学名：Petroleuciscus smyrnaeus）為輻鰭魚綱鯉形目雅羅魚科的一個種，分布於歐洲希臘萊斯沃斯島和土耳其愛琴海沿岸，從伊茲密爾到居呂克淡水流域，體長可達10公分，棲息在流動緩慢或靜止水域，生活習性不明。